# Cycas thouarsii
A Cycas thouarsii a cikászok (Cycadopsida) osztályának cikászok (Cycadales) rendjébe, ezen belül a cikászfélék (Cycadaceae) családjába tartozó faj.

## Előfordulása
A Cycas thouarsii előfordulási területe Afrika keleti részén levő Tanzánia és Mozambik. A következő szigeteken is megtalálható ez a növényfaj: Madagaszkár és a Comore-szigetek.

## Megjelenése
E cikász törzse akár 9 méter magasra is megnőhet. Szárnyalt levelei elérhetik a 3 méteres hosszúságot.

## Képek

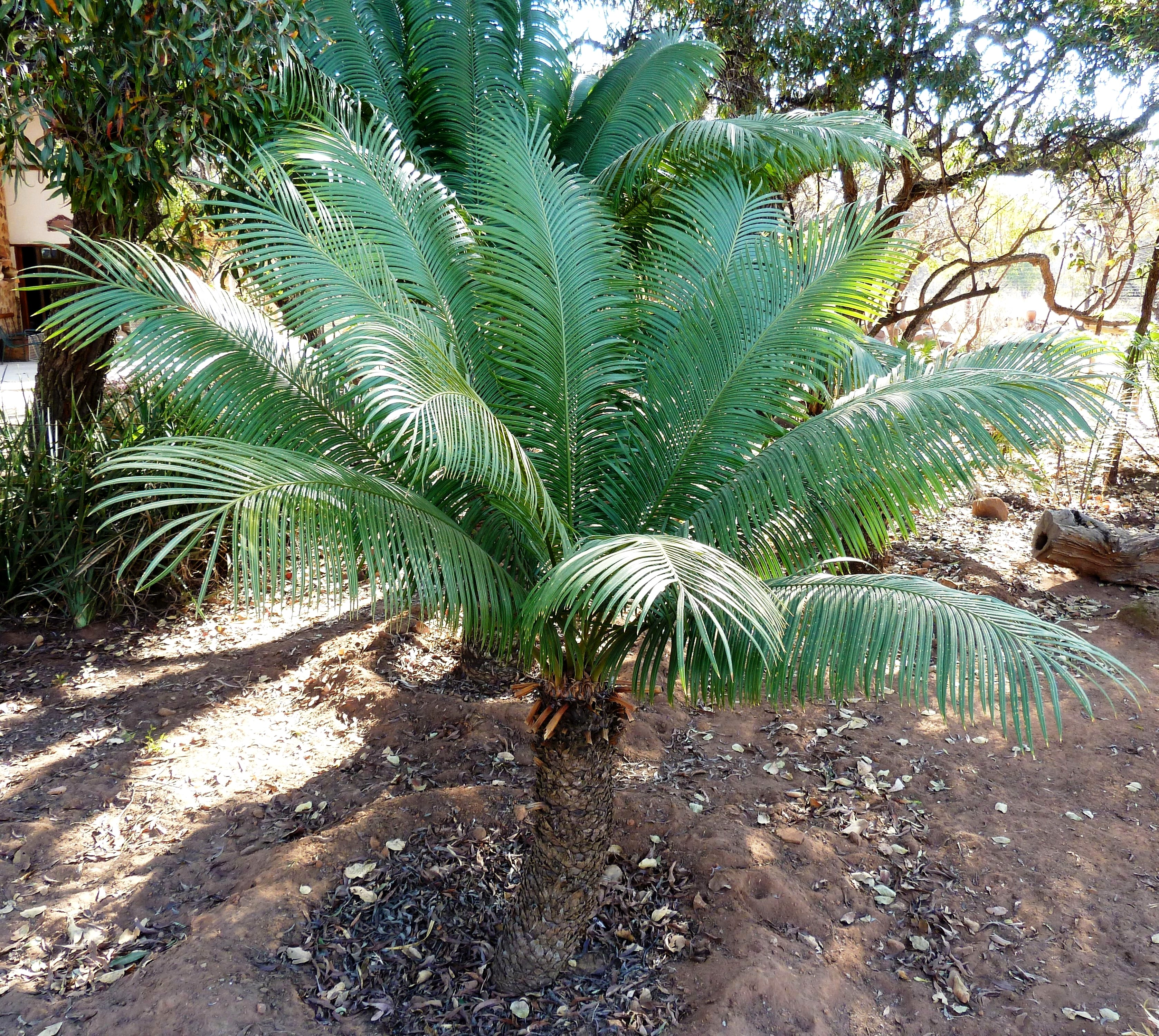
Fiatal
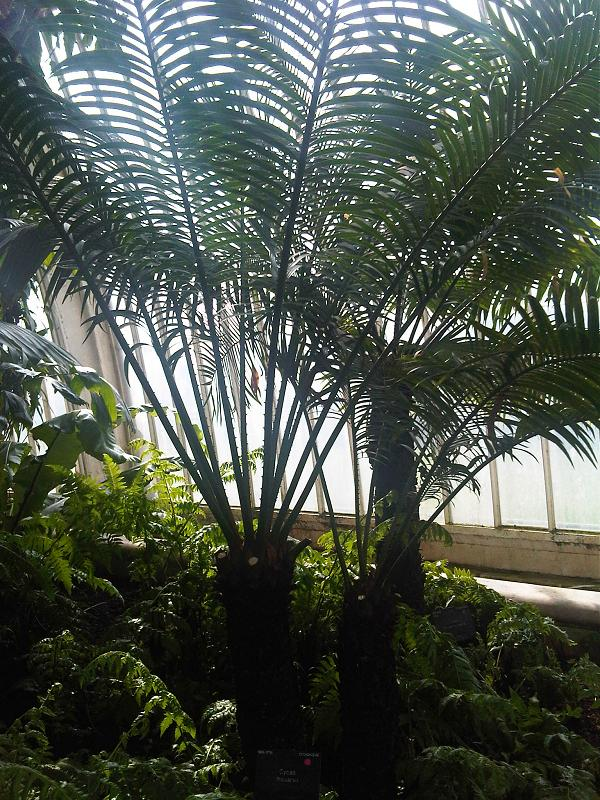
példányok
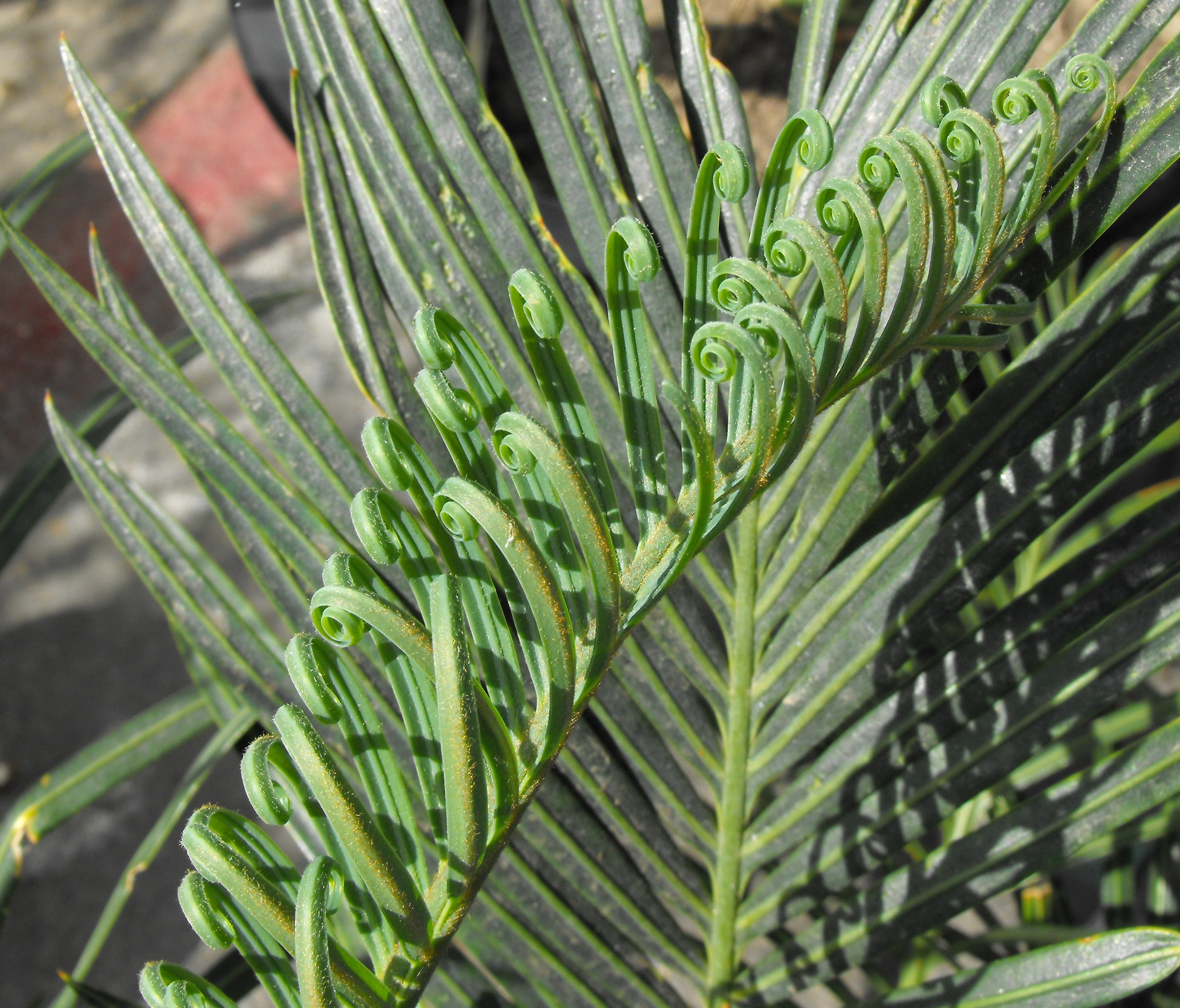
A levelei közelről
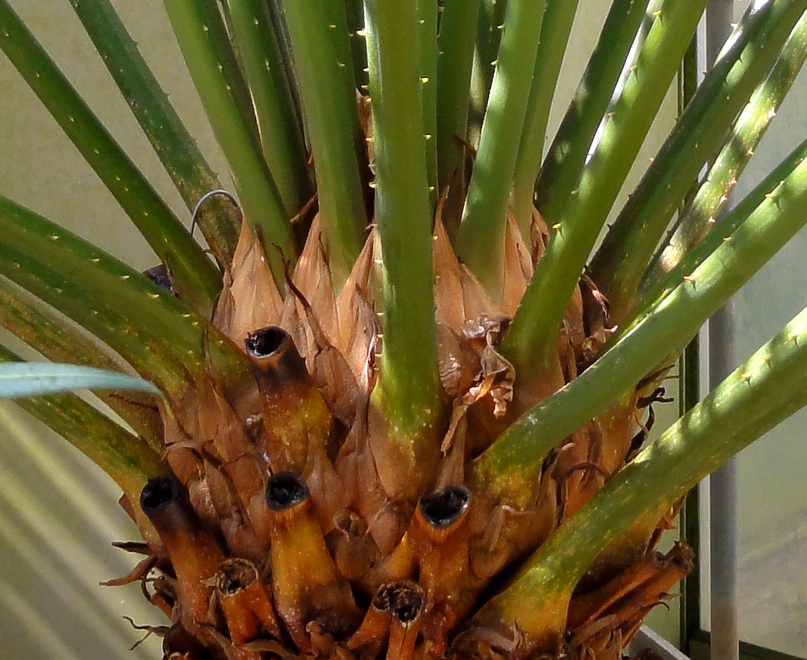
és azok tövei
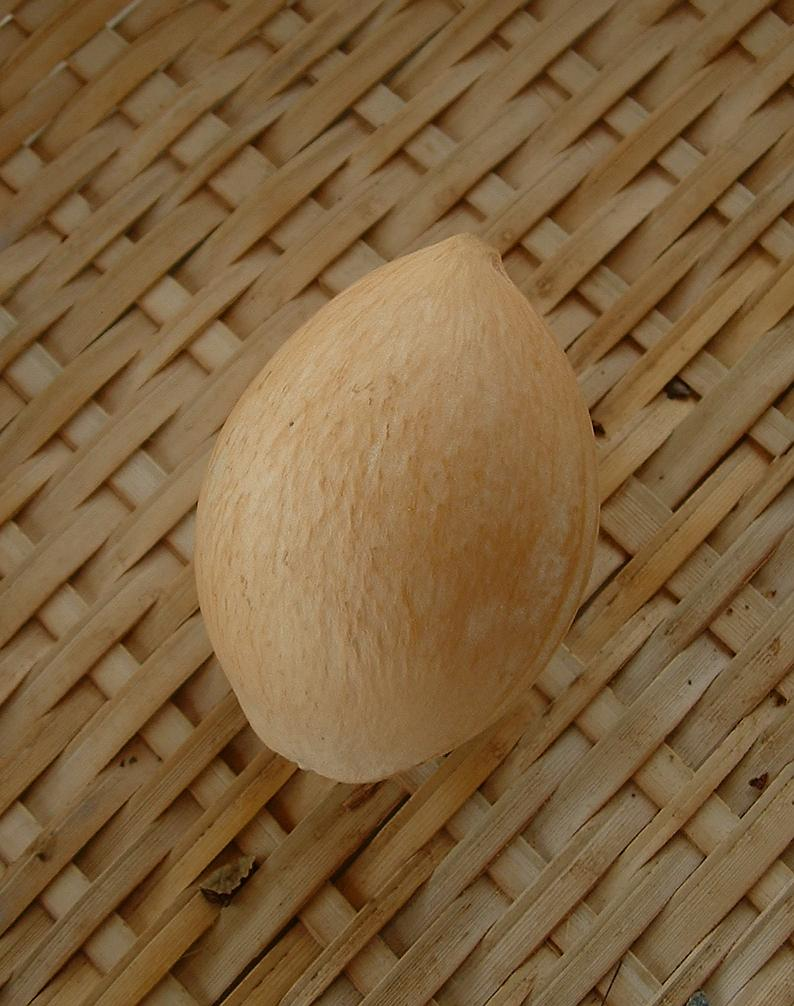
A magja

### Fordítás
- Ez a szócikk részben vagy egészben  a   Cycas thouarsii című angol Wikipédia-szócikk ezen változatának fordításán alapul.  Az eredeti cikk szerkesztőit annak laptörténete sorolja fel. Ez a jelzés csupán a megfogalmazás eredetét és a szerzői jogokat jelzi, nem szolgál a cikkben szereplő információk forrásmegjelöléseként.